# Zero-COVID
Lo Zero-COVID 
(scritto anche Zero Covid) noto anche come COVID Zero oppure come Find, Test, Trace, Isolate and Support (FTTIS), è una strategia politico-sanitaria utilizzata durante la pandemia di COVID-19.
L'obiettivo di questa strategia è quello di mantenere il più basso possibile l'indice di trasmissibilità del virus e successivamente di eliminarlo del tutto, da particolari aree o zone geografiche. Ciò viene attuato mediante l'identificazione e il tracciamento delle catene di trasmissione dei focolai, isolando i casi positivi e i contatti stretti. Quando viene rilevato un caso di positività, le autorità sanitarie solitamente utilizzano il tracciamento dei contatti, test di massa, lockdown, con l'obiettivo di azzerare i nuovi contagi e, una volta avvenuto ciò, far riprendere in maniera graduale le attività economiche e sociali interrotte come le misure di contenimento. Questa strategia è stata utilizzata specialmente in Cina, ma anche in vario modo da altri paesi come Australia, Bhutan e Canada, Hong Kong, Macao, Nuova Zelanda, Corea del Nord, Singapore, Corea del Sud, Taiwan, Tonga e Vietnam. Alla fine del 2021, per via della maggiore trasmissibilità delle variante Delta e Omicron e con l'introduzione dei vaccini anti COVID-19, la maggior parte dei paesi ha abbandonato la politica zero-COVID.
I sostenitori della strategia zero-COVID hanno indicato tassi di mortalità molto più bassi e una più rapida ripresa delle attività economiche nei paesi che durante i primi 12 mesi della pandemia (cioè, prima della diffusione della vaccinazione di massa) hanno applicato tale politica sanitaria, e che tali misure hanno consentito un ritorno più rapido alla normalità. Lo Zero-COVID è stata criticata soprattutto dall'OMS, sia per la sua difficile applicabilità sia per l'effettiva efficacia sul lungo periodo, nonché per le negative conseguenze e ricadute dal punto di vista socioeconomico.